# Rameau atrial de l'artère coronaire droite
 (janvier 2025).
Si vous disposez d'ouvrages ou d'articles de référence ou si vous connaissez des sites web de qualité traitant du thème abordé ici, merci de compléter l'article en donnant les références utiles à sa vérifiabilité et en les liant à la section « Notes et références ».
Les rameaux atriaux de l'artère coronaire droite sont des branches collatérales de l'artère coronaire droite.

## Origine
Les rameaux atriaux naissent du deuxième segment de l'artère coronaire droite.

## Zone de vascularisation
Les rameaux atriaux contribuent à la vascularisation de l'oreillette droite.
Ils sont constitués de plusieurs branches : antérieure, latérale, postérieure et intermédiaire.
Le rameau intermédiaire nait entre les rameaux atriaux antérieur et postérieur et vascularise la paroi latérale de l'oreillette droite.